# Samsung SGH-I900
Samsung SGH-i900 WiTu или Samsung i900 Omnia — коммуникатор, созданный Samsung Electronics на базе процессора Marvell PXA312. Работает под операционной системой Microsoft Windows Mobile 6.1 Professional. В Европе он известен как Samsung Omnia SGH-i900, специально для российской локализации название было изменено на WiTu.

## Описание
Samsung SGH-i900 позиционируется как коммуникатор для деловых людей, бизнесменов, постоянно занятой публики. Компания предполагает, что WiTu должен стать самым массовым коммуникатором компании на платформе Windows Mobile. Среди недостатков отмечают высокую цену и огрехи управления, а в числе плюсов — красивый дизайн, мощные технические характеристики и набор программного обеспечения. Конкурентами данного устройства являются HTC Touch Diamond и iPhone 3G от Apple.
Отличительной чертой данного коммуникатора является использование нестандартного широкоформатного дисплея WQVGA (240*400 пикселей), однако существует приложение, способное при необходимости изменять разрешение экрана на стандартное QVGA (240*320 пикселей).

## Поддержка Android, Windows Mobile 6.5
Официально не было заявлено о поддержке Windows Mobile 6.5, но, тем не менее, неофициально такие прошивки существуют.
Энтузиастами производилось портирование ОС Android, на данный момент доступны 1.5, 2.1, 2.2 версии. Портирование осуществляется при помощи программы Haret.

## Технические характеристики
| Общие характеристики                 | Общие характеристики |
| ------------------------------------ | --- |
| Диапазоны частот                     | GSM 850/900/1800/1900, WCDMA 2100/HSDPA |
| Платформа                            | Pocket PC/Windows Mobile 6.1 Professional |
| Интерфейс                            | TouchWiz |
| Процессор                            | Marvell PXA312, 624 МГц |
| Тип корпуса                          | классический (моноблок) |
| Конструкция                          | тачпад |
| Антенна                              | встроенная |
| Вес                                  | 120 г |
| Размеры                              | 56,9x112x12,5 мм |
| Звонки                               | |
| Тип мелодий                          | 72-голосная полифония, MP3-мелодии |
| Виброзвонок                          | есть |
| Связь                                | |
| Интерфейсы                           | USB 2.0, Wi-Fi (IEEE802.11b/g/e), Bluetooth 2.0 + EDR |
| Доступ в интернет                    | WAP 2.0, GPRS (Класс 12), EDGE (Класс 12), HSDPA, POP/SMTP-клиент, HTML |
| Модем                                | есть |
| Синхронизация с компьютером          | По ActiveSync и в качестве съёмного накопителя |
| Разъём                               | фирменный, для заряда/синхронизации/гарнитуры, ТВ-выход |
| Сообщения                            | |
| Дополнительные функции SMS           | Предиктивный ввод текста xТ9 |
| MMS                                  | есть, до 300 КБ |
| EMS                                  | есть |
| Другие функции                       | |
| Управление                           | голосовые метки |
| Автодозвон                           | есть |
| Режимы кодирования звука HR, FR, EFR | есть |
| Дополнительная информация            | |
| Хард-кнопки                          | приём вызова, отбой вызова, клавиша включение/отключение экрана (выключение аппарата при удержании), активации быстрого меню, двухпозиционная клавиша включения камеры и съёмки, качелька изменения громкости, reset (внутри устройства). Сенсорная панель (тачпад). |
| Комплектация                         | Аккумулятор, Сетевое ЗУ, Кабель подключения к ПК, Проводная стереогарнитура, Насадки на наушники, Переходник для наушников 3.5 мм, Стилус: 1, Диск с ПО: Getting Started Disk for SGH-i900, Краткое руководство пользователя, Гарантийный талон Дополнительно (для версии с 16 ГБ): запасной стилус и аккумулятор, кожаный чехол, настольная подставка, карта памяти MicroSD на 1 ГБ с предустановленной Route 66, диск с ПО Route 66, автомобильное ЗУ |
| Приложения                           | Google search, MS Office, Opera mobile, Video Editor, Windows Media Player, SMPlayer Windows Live Messenger |
| Акселерометр (G-sensor)              | есть |
| Датчик освещенности                  | есть |
| GPS-приёмник                         | Qualcomm gpsOne (поддержка A-GPS) |
| Оптический джойстик                  | есть |
| Экран                                | |
| Тип экрана                           | цветной TFT экран, 262144 цвета (ограничено ОС Windows Mobile до 65536 цветов), сенсорный, резистивный |
| Размер                               | 3.2 дюйма |
| Размер изображения                   | 240x400 пикс. |
| Мультимедийные возможности           | |
| Основная фотокамера                  | 2560×1920 (5 млн пикс.), автофокусировка, встроенная светодиодная вспышка; фронтальная VGA-камера для видеотелефонии |
| Запись видеороликов                  | есть |
| Аудио                                | FM-радиоприемник (стерео, RDS), MP3-проигрыватель |
| Поддержка форматов мультимедиа       | MP3, AAC, AAC+, WMA, OGG, AMR, DivX, XviD, WMV, MP4 |
| Диктофон                             | есть |
| Игры                                 | Косынка, Bubble Breaker, Кости |
| Java-приложения                      | есть, MIDP 2.0 |
| Питание                              | |
| Тип аккумулятора                     | Li-Ion |
| Ёмкость аккумулятора                 | 1440 мАч |
| Время разговора                      | 5:30 ч: мин |
| Время ожидания                       | 500:00 ч: мин |
| Записная книжка и органайзер         | |
| Поиск по книжке                      | есть |
| Органайзер                           | Часы, мировое время, будильник, календарь, список дел, расписание, задачи, напоминания, калькулятор, конвертер валют, поддержка файлов MS Office |
| Характеристики смартфона             | |
| Операционная система                 | MS Windows Mobile 6.1 Professional |
| Объём оперативной памяти (RAM)       | 128 МБ (65 МБ доступно для запуска программ) |
| Объём встроенной памяти (ROM)        | 256 МБ |
| Объём постоянной памяти (flash)      | 8192/16384 МБ |
| Поддержка карт памяти                | MicroSDHC, объёмом до 16 ГБ (class 6) |